# Норшинці (Моравське Топлице)
Норшинці (словен. Noršinci) — поселення в общині Моравське Топлице, Помурський регіон, Словенія. Висота над рівнем моря: 186,6 м.